# Kafes

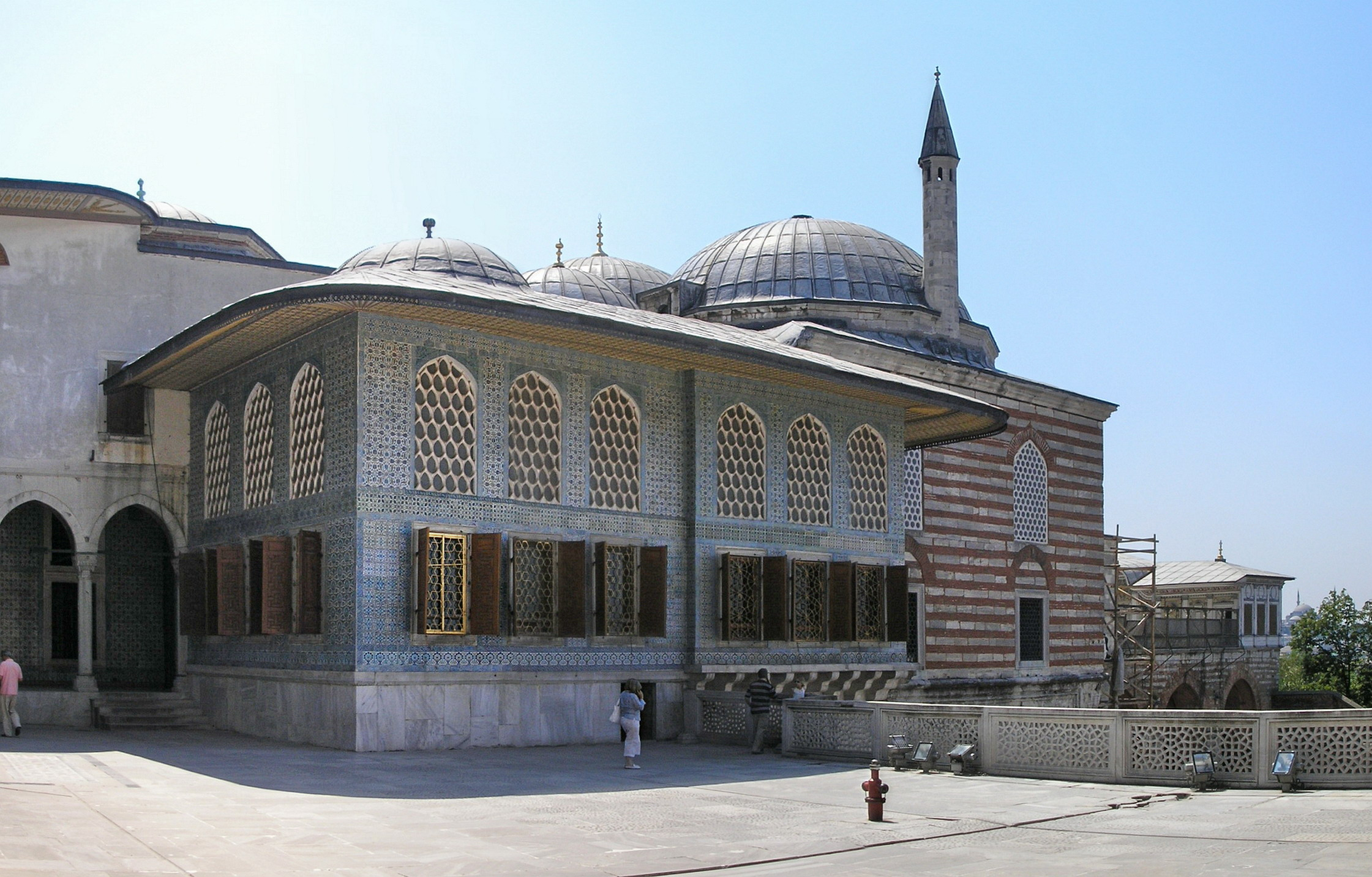
Der Kafes

Der Kafes (osmanisch قفس İA ḳafes, deutsch ‚Käfig‘), das sogenannte „Prinzengefängnis“, war ein abgetrennter Bereich im Harem des Topkapı-Palasts in Istanbul, in dem osmanische Prinzen (türk. Şehzade) gefangengehalten wurden.

## Funktion
Die Institution diente nach der Abschaffung des Brudermordgesetzes, das Mehmed II. eingeführt hatte, der Regelung der Thronfolge und der politischen Neutralisierung der Anwärter, da die Osmanen keine Aufteilung des Territoriums durch Erbteilung kannten und eine Thronfolge durch den ältesten Sohn bis zum 18. Jahrhundert nicht existierte. Insbesondere die psychische Zerrüttung Mustafas I. und Ibrahims des Verrückten werden als Beispiel für die Ineffektivität und die negativen Auswirkungen des Kafes betrachtet. Der Kafes diente auch als Reserve für legitime Nachfolger des Sultans, falls dieser starb. Die Prinzen im Kafes stellten auch eine Option dar, um den Sultan auszutauschen. Osman III. verbrachte 51 Jahre in Gefangenschaft, bevor er den Thron bestieg.

## Leben im Kafes
Der Kafes war durch hohe Mauern vom übrigen Bereich des Palastes abgetrennt. Verwendet wurde er ab dem Jahr 1617. Der Kafes wurde auch şimşirlik genannt, da er von Buchsbaumgewächsen (şimşir) umgeben war. Solange die Väter der Prinzen die Herrschaft ausübten, lebten die Prinzen (şehzade) in relativer Freiheit und erhielten eine gute Ausbildung. Nach dem Tod des Herrschers wurden sie unter strenger Beobachtung in Arrest gehalten. Überlieferungen zufolge umfasste der Bereich des Kafes 12 Gebäude. Die Prinzen hatten hier 10 bis 12 Konkubinen und verschiedene Palasteunuchen zur Verfügung. Jegliche Kontaktaufnahme zur Außenwelt wurde streng unterbunden. Besuch wurde nur unter Aufsicht und nach vorheriger Genehmigung durch den Sultan gestattet. Schwangerschaften der Konkubinen wurden beendet, da männliche Nachkommen unerwünscht waren. Der Kafes war bis zur Tanzimat-Zeit in Gebrauch.